# 王汝賓
王汝賓（1481年—？），字尚賢，江西九江府德化縣人，民籍，明朝政治人物。

## 生平
江西鄉試第五十八名舉人。正德十六年（1521年）中式辛巳科會試第二百二十一名，登第三甲第七名進士。授行人司行人。出為四川射洪縣知縣。

## 家族
曾祖王震；祖父王城；父王欽，母鄭氏。具慶下。